# Peniophora meridionalis
Peniophora meridionalis är en svampart som beskrevs av Boidin 1958. Peniophora meridionalis ingår i släktet Peniophora och familjen Peniophoraceae.   Inga underarter finns listade i Catalogue of Life.